# اريك كيربي
اريك كيربي (بالإنجليزية: Eric Kirby)‏ (12 أكتوبر 1926 بشفيلد في المملكة المتحدة - ) هو لاعب كرة قدم بريطاني في مركز الوسط. لعب مع شيفيلد وينزداي ونادي يورك سيتي.